# Guschelmuth

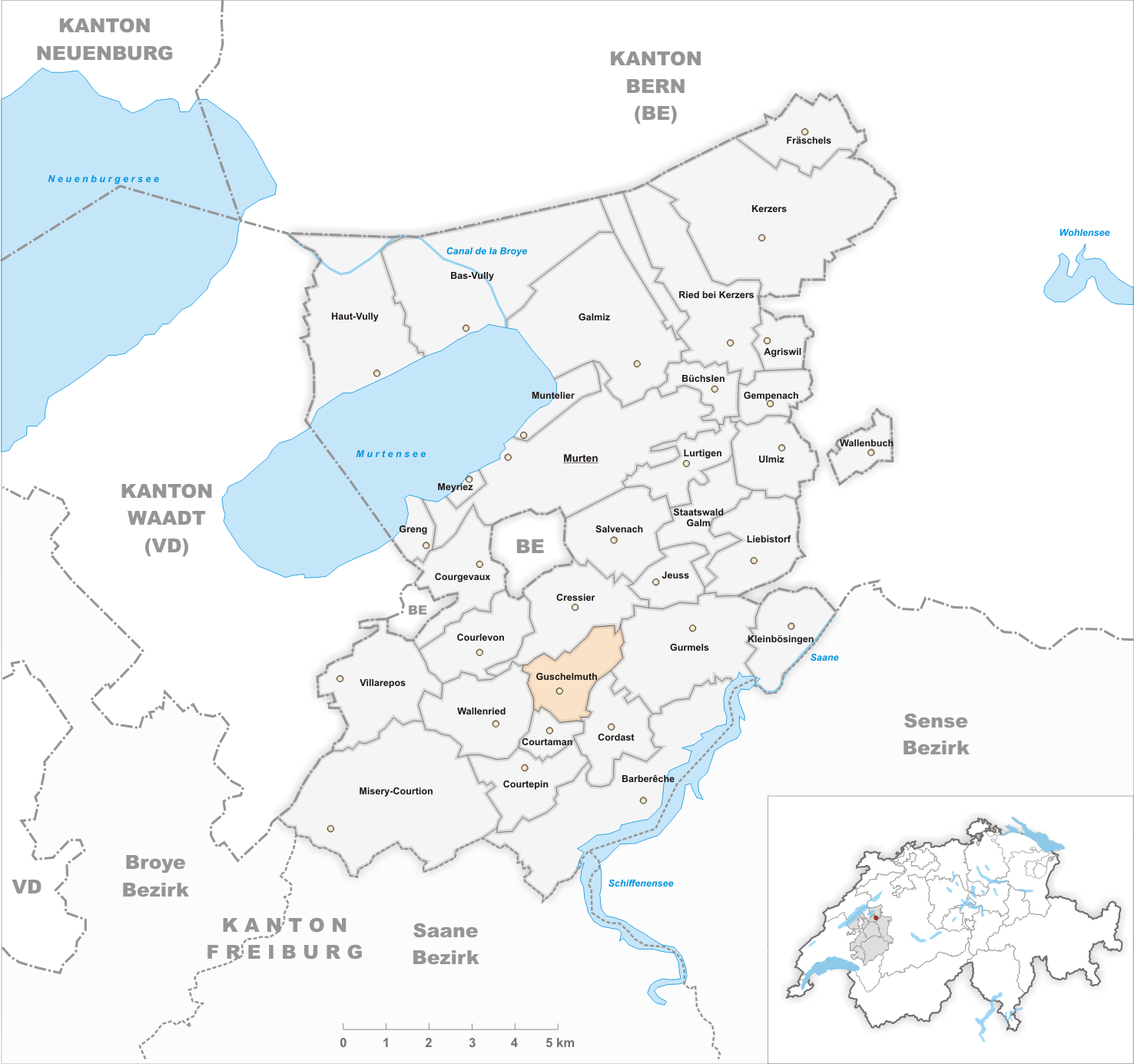
Gemeindestand vor der Fusion am 1. Januar 2003

Guschelmuth (französisch Courchelmont; Freiburger Patois Gouchelmàⓘ) war früher eine selbständige politische Gemeinde im Seebezirk (französisch: District du Lac) des Kantons Freiburg in der Schweiz. Am 1. Januar 2003 wurde Guschelmuth zusammen mit Liebistorf und Wallenbuch nach Gurmels eingemeindet. Es besteht aus den beiden Dörfern Grossguschelmuth und Kleinguschelmuth, die noch bis 1977 zwei eigenständige Gemeinden bildeten. Die BFS-Nummer wurde von Grossgutschelmuth übernommen, das auch Sitz der Gemeindeverwaltung war.

## Geographie
Guschelmuth liegt auf 581 m ü. M., drei Kilometer westsüdwestlich von Gurmels und fünfeinhalb Kilometer südöstlich des Bezirkshauptortes Murten (Luftlinie). Grossguschelmuth erstreckt sich am sanft geneigten Westhang der Höhe Lengi Zelg mit dem Bouleywald, über dem Tal der Biberen. Das Strassendorf Kleinguschelmuth liegt auf 566 m ü. M. am leicht gegen das Biberental abfallenden Nordhang der Lengi Zelg, nördlich des Bouleywaldes. Die ehemalige Gemeindefläche beträgt rund 3,1 km². Das Gebiet umfasst einen Abschnitt der Molassehöhen im nördlichen Freiburger Mittelland mit dem Quellgebiet der Biberen. Es reichte nach Südosten auf den Höhenrücken Lengi Zelg (610 m ü. M.) und nach Westen über den Grupiliriwald (583 m ü. M.) und die Talniederung der Biberen bis an den Fuss des Oberholzes.

## Bevölkerung
Mit 327 Einwohnern (2002) zählte Guschelmuth vor der Fusion zu den kleinen Gemeinden des Kantons Freiburg. Im Jahr 1850 hatte die Gemeinde (inkl. Kleinguschelmuth) 186 Einwohner, 1900 222 Einwohner. Die Bewohner sind überwiegend deutschsprachig.
Einwohnerzahlen: Volkszählungsdaten    Zahlen ab 1980 inkl. Kleinguschelmuth (Eingemeindung 1978)

## Wirtschaft
Guschelmuth war bis in die zweite Hälfte des 20. Jahrhunderts ein vorwiegend durch die Landwirtschaft geprägtes Dorf. Noch heute haben der Ackerbau, der Obstbau und die Viehzucht einen wichtigen Stellenwert in der Erwerbsstruktur der Bevölkerung. Weitere Arbeitsplätze sind im lokalen Kleingewerbe und im Dienstleistungssektor vorhanden, unter anderem in einer Schreinerei und in einem Betrieb des Schaltanlagenbaus. In den letzten Jahrzehnten hat sich das Dorf auch zu einer Wohngemeinde entwickelt. Viele Erwerbstätige sind deshalb Wegpendler, die hauptsächlich in den Regionen Freiburg und Murten arbeiten.

## Verkehr
Das Dorf liegt abseits der grösseren Durchgangsstrassen, ist aber von der Hauptstrasse Murten-Freiburg respektive von Gurmels leicht erreichbar. Guschelmuth ist eher schlecht an den öffentlichen Verkehr angeschlossen; zwischen Gurmels und Courtepin verkehren Montag bis Freitag einige Busse der Transports publics Fribourgeois.

## Geschichte
Das Gebiet von Guschelmuth war schon sehr früh besiedelt, was anhand eines westlich von Kleinguschelmuth entdeckten Grabes aus der Hallstattzeit und von Bruchstücken römischer Ziegel nachgewiesen werden konnte. Die erste urkundliche Erwähnung des Ortes erfolgte 1285 unter dem Namen Cursilimuot. Später erschienen die Bezeichnungen Gursalamut (1363), Cuffermuot (1414) und Cursilmut (1442).
Seit dem Mittelalter war Guschelmuth im Besitz der Grafen von Thierstein, danach gelangte es an das Bürgerspital Freiburg. 1442 kam das Dorf durch Kauf unter die Herrschaft von Freiburg und gehörte fortan zur Alten Landschaft (Spitalpanner). Nach dem Zusammenbruch des Ancien Régime (1798) gehörte Guschelmuth während der Helvetik zunächst zum Distrikt Murten, ab 1803 zum Bezirk Freiburg und ab 1831 zum Deutschen Bezirk Freiburg, bevor es 1848 mit der neuen Kantonsverfassung in den Seebezirk eingegliedert wurde.
Bereits seit 1865 besassen Grossguschelmuth und Kleinguschelmuth eine gemeinsame Gemeindeverwaltung (bei getrennter Kassenführung). Dieses enge Zusammengehen resultierte am 1. Januar 1978 in der Fusion der beiden Dörfer, wobei die neue Gemeinde den Namen Guschelmuth erhielt.
Im Rahmen der seit 2000 vom Kanton Freiburg geförderten Gemeindefusionen entschied sich die Dorfbevölkerung am 28. Juni 2002 einstimmig für eine Fusion mit der Nachbargemeinde Gurmels. Mit Wirkung auf den 1. Januar 2003 wurde Guschelmuth deshalb nach Gurmels eingemeindet.

## Sehenswürdigkeiten
Die Kapelle von Grossguschelmuth wurde 1801 Johannes dem Täufer geweiht und 1990 restauriert. Guschelmuth gehört zur Pfarrei Gurmels. In den Ortskernen von Gross- und Kleinguschelmuth sind einige charakteristische Bauernhäuser aus dem frühen 18. Jahrhundert erhalten.